# 2004 في الهند
فيما يلي قوائم الأحداث التي وقعت خلال عام 2004 في الهند.

## سياسة

### تعيين في المنصب
- 1 يناير – دارمندرا ديول عضو لوك سابها [الإنجليزية]‏.
- 1 يناير – ميرا كومار Ministry of Social Justice and Empowerment [الإنجليزية]‏، عضو لوك سابها [الإنجليزية]‏.
- 10 مايو – براناب مخرجي عضو لوك سابها [الإنجليزية]‏،وزير الدفاع الهندي [الإنجليزية]‏.
- 17 مايو – سونيا غاندي عضو لوك سابها [الإنجليزية]‏.
- 22 مايو – مانموهان سينغ رئيس وزراء الهند.
- 8 نوفمبر – براتيبا باتيل Governor of Rajasthan ‏.

### انتهاء فترة المنصب
- 17 مايو – سونيا غاندي عضو لوك سابها [الإنجليزية]‏،زعيم المعارضة [الإنجليزية]‏.
- 19 مايو – أتال بيهاري فاجبايي رئيس وزراء الهند.
- 21 مايو – مانموهان سينغ زعيم المعارضة [الإنجليزية]‏.
- 22 مايو – آرون جايتلي وزير القانون والعدل [الإنجليزية]‏.

## أفلام
من الأفلام التي صدرت هذه السنة في الهند:
- 1 يناير – القلب يريد المزيد من إخراج Anant Mahadevan [الإنجليزية]‏.
- 1 يناير – سواديس من إخراج أشوتوش جواريكر.
- 1 يناير – غاياب من إخراج Prawaal Raman [الإنجليزية]‏.
- 1 يناير – فازتو شاسترا
- 1 يناير – فداء من إخراج كين غوش.
- 1 يناير – مين هون نا من إخراج فرح خان.
- 1 يناير – ناش من إخراج Ram Gopal Varma [الإنجليزية]‏.
- 27 أغسطس – دووم من إخراج سانجاي جادفي.[1]
- 12 نوفمبر – فير زارا من إخراج ياش تشوبرا.[2]

## كتب
من الكتب التي صدرت هذه السنة في الهند:
- 1 يناير – خمسة نقاط لشخص ما من تأليف تشيتان بهجت.

## وفيات

### يوليو
- 23 يوليو – محمود علي (مواليد 1932) ممثل هندي.